# Mihai Viteazu (Cluj)
Mihai Viteazu est une commune de Transylvanie, en Roumanie, dans le județ de Cluj. Elle est composée des villages Mihai Viteazu dont le nom évoque le voïvode Michel Ier le Brave, Cheia, Cornești.

## Personnalités
Viorel Talapan (1972-), champion olympique d'aviron en 1992.